# 下相県
下相県（かそう-けん）は中華人民共和国江蘇省にかつて存在した県。現在の宿遷市宿城区南西部に相当する。
秦代に設置され、南北朝時代の北斉により廃止された。